# Rosemburgo (Trontêmio)
Se procura outros significados de Rosenborg, veja a página de desambiguação.
Rosemburgo (em norueguês: Rosenborg) é uma área da cidade de Trondheim, na Noruega. É estritamente residencial, com casas e alguns apartamentos. O local sedia atualmente o clube de futebol Trondheims-Ørn, e já foi sede do Rosenborg Ballklub, que atualmente está em Lerkendal